# Новогородецкая
Новогородецкая — упразднённая деревня в Бугурусланском районе Оренбургской области. На момент упразднения входила в состав сельского поселения Пилюгинский сельсовет. Исключена из учётных данных в 1999 году.

## География
Располагалась на левом берегу реки Городецкая, на расстоянии примерно 7 километр к западу от деревни Жуково.

## История
До 1990-х годов было известно под названием Новогородецкое.
В 1949 году в селе Ново-Городецкое действовал колхоз «Сталинское знамя».
Постановление Законодательного Собрания Оренбургской области от 19.02.1999 № 209/39-ПЗС деревня исключена из учётных данных.